# Garina
Garina (em grego: Γαρινή, Garinḗ), Gaurina (Γαυρινή, Gaurinḗ), Gaureque (em armênio: Գավրեք, Gawrēk’), Goreque (Գորէք, Gorek’) ou Doreque (Դորէք, Dorēk), segundo a Geografia de Ananias de Siracena (século VII), foi um cantão (gavar) da província (ascar) de Sofena, no Reino da Armênia. Compreendia uma área de 1 215 quilômetros quadrados e sua principal cidade era Lussatarriche (Lusat’aṙič; atual Cabém Madém), no Eufrates. Ao contrário dos cantões vizinhos, que formavam seus próprios Estados principescos, fazia parte das propriedades da família que governava Ingilena e Anzitena e estava situada nos limites de Anzitena.